# Cottingham, East Riding of Yorkshire
Cottingham är em ort och civil parish i Storbritannien.   Den ligger i kommunen East Riding of Yorkshire och riksdelen England, i den sydöstra delen av landet, 250 km norr om huvudstaden London. Cottingham ligger 11 meter över havet och antalet invånare är 17 263.
Terrängen runt Cottingham är platt. Runt Cottingham är det mycket tätbefolkat, med 2 811 invånare per kvadratkilometer. Närmaste större samhälle är Kingston upon Hull, 6,6 km sydost om Cottingham. Runt Cottingham är det i huvudsak tätbebyggt.